# Schalksmühle
Schalksmühle is een plaats en gemeente in de Duitse deelstaat Noordrijn-Westfalen, gelegen in de Märkischer Kreis in Sauerland. De gemeente Schalksmühle telt 10.287 inwoners (31 december 2020) op een oppervlakte van 38,2 km².
De gemeente Schalksmühle bestaat uit de volgende kernen:
| - Albringwerde - Dahlerbrück - Everinghausen - Harrenscheid - Heedfeld | - Hülscheid - Linscheid - Muhle - Reeswinkel - Rölvede | - Schalksmühle - Sonnenscheid - Stallhaus - Strücken - Winkeln |

## Afbeeldingen

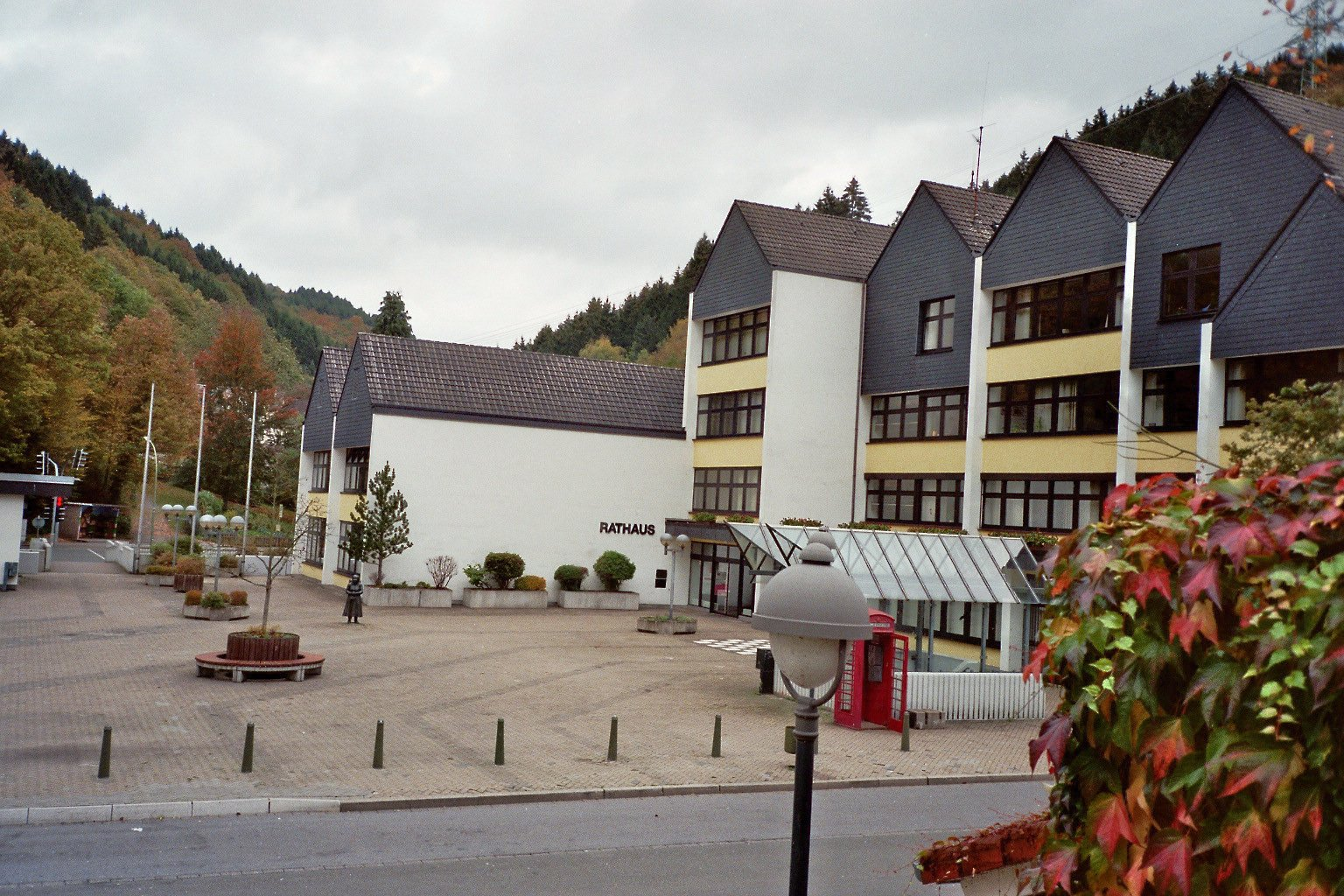
Gemeentehuis
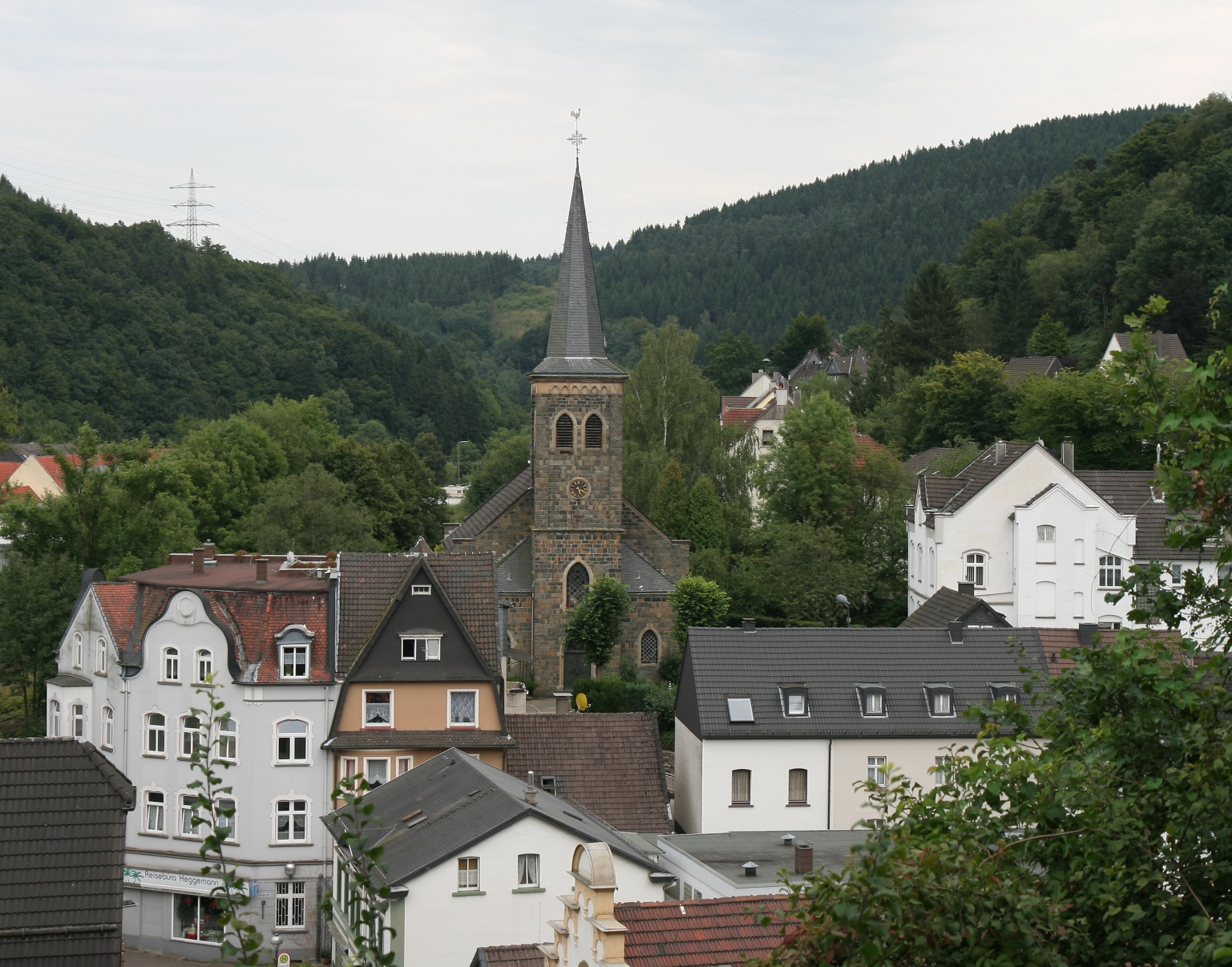
Centrum
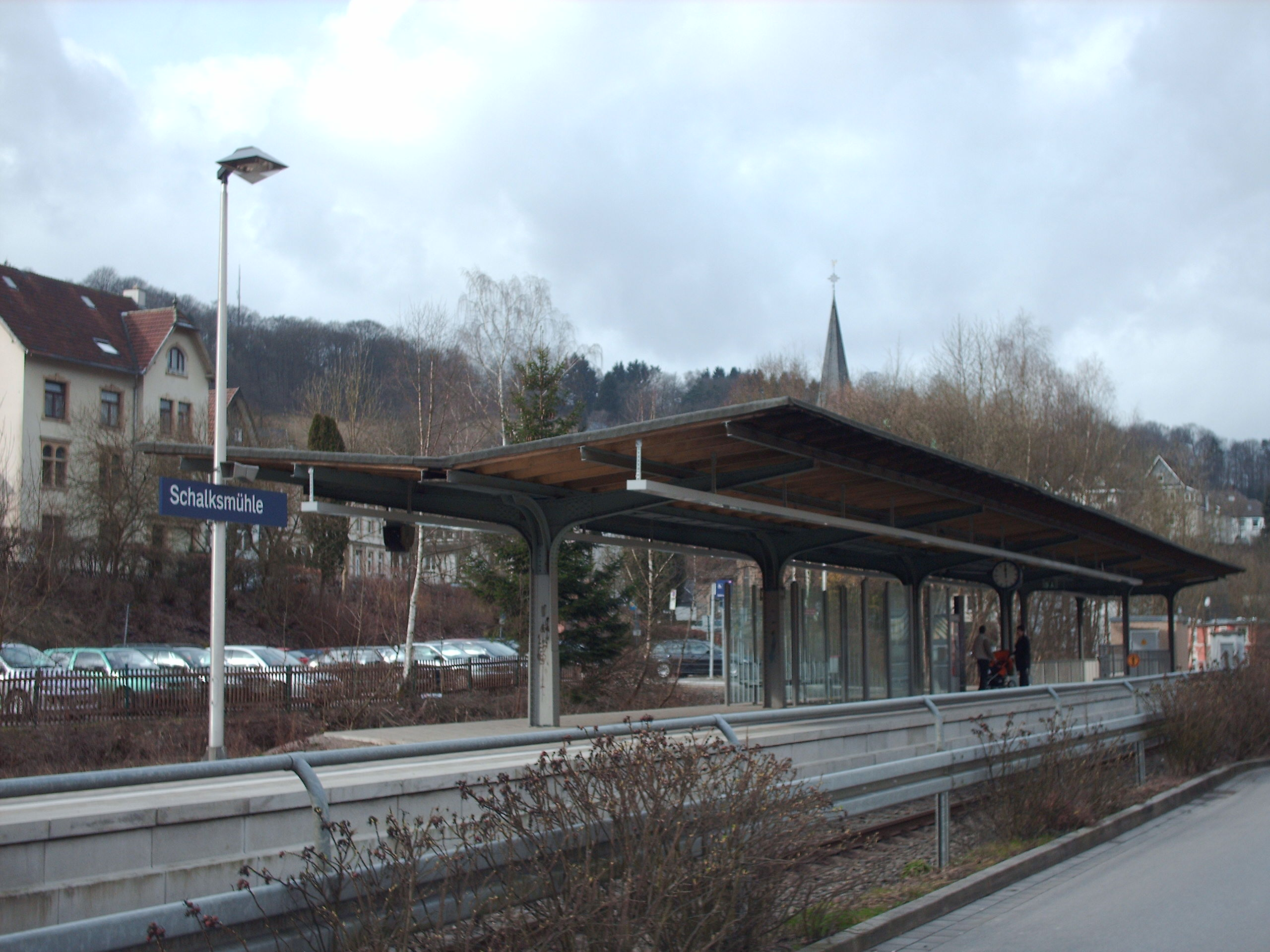
Station Schalksmühle
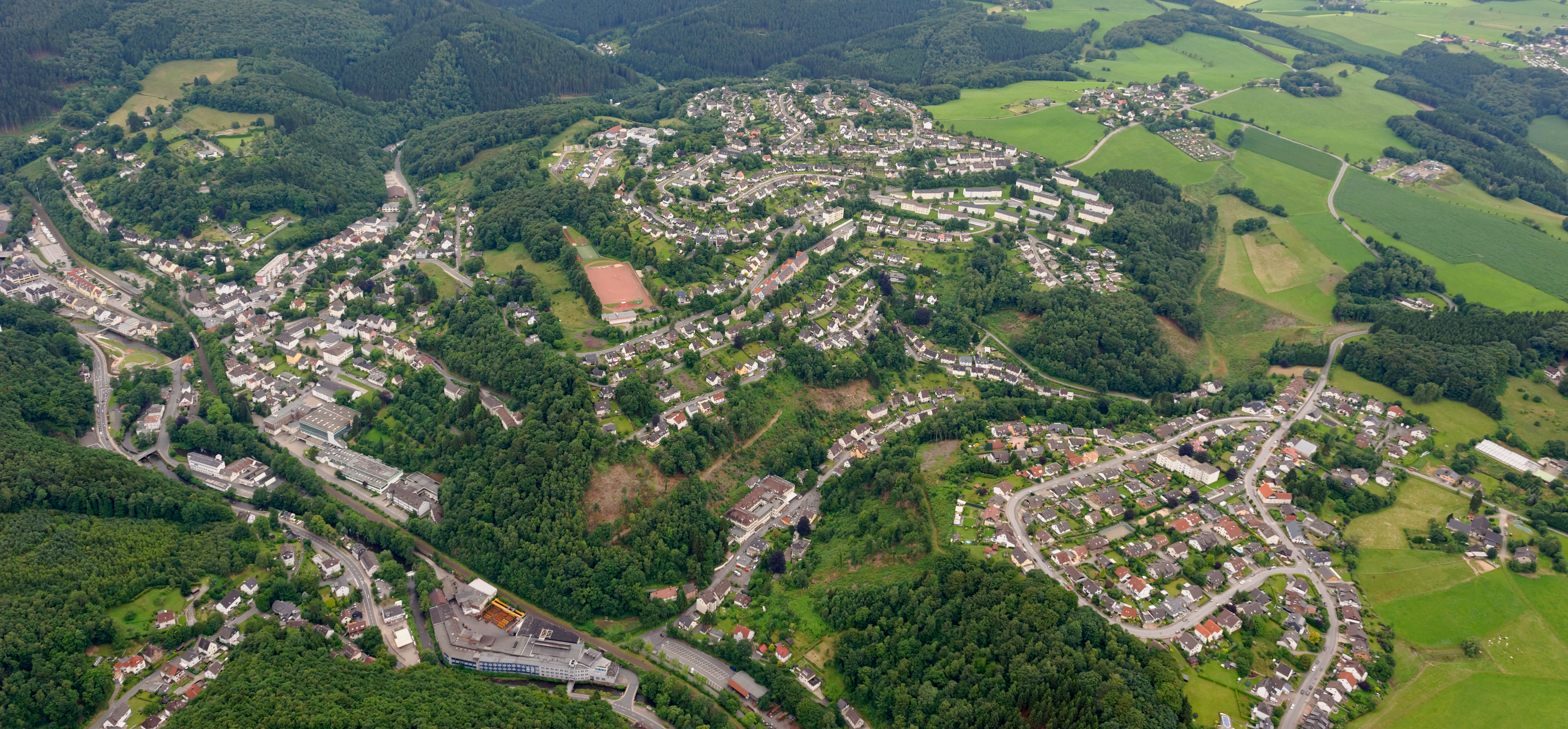
Gezicht op Schalksmühle

Altena · Balve · Halver · Hemer · Herscheid · Iserlohn · Kierspe · Lüdenscheid · Meinerzhagen · Menden · Nachrodt-Wiblingwerde · Neuenrade · Plettenberg · Schalksmühle · Werdohl